# NGC 3069
NGC 3069 (również IC 580 lub PGC 28788) – galaktyka spiralna (S?), znajdująca się w gwiazdozbiorze Lwa. Odkrył ją John Dreyer 15 marca 1877 roku.